# Once Sent from the Golden Hall
Once Sent from the Golden Hall je debutové album švédské death metalové kapely Amon Amarth. Album vyšlo 26. ledna 1998 přes vydavatelství Metal Blade Records. Bubeník Martin Lopez krátce po vydání alba kapelu opustil a připojil se ke kapele Opeth.

## Seznam skladeb
1. Ride for Vengeance
2. The Dragons' Flight Across the Waves
3. Without Fear
4. Victorious March
5. Friends of the Suncross
6. Abandoned
7. Amon Amarth
8. Once Sent From the Golden Hall

## Obsazení
- Johan Hegg – zpěv
- Olavi Mikkonen – kytara
- Anders Hansson – kytara
- Ted Lundström – baskytara
- Martin Lopez – bicí